# Kisszőlős
Kisszőlős (vyslovováno [kišséléš]) je malá vesnička v Maďarsku v župě Veszprém, spadající pod okres Devecser. Nachází se asi 14 km severozápadně od Devecseru. V roce 2015 zde žilo 138 obyvatel. Dle údajů z roku 2011 tvoří 100 % obyvatelstva Maďaři, 48,8 % Romové a 1,6 % Němci, přičemž 2,4 % obyvatel se k národnosti nevyjádřilo.
Sousedními vesnicemi jsou Dabrony, Nemesszalók, Iszkáz, Somlószőlős a Vid.